# Emily VanCamp
Emily Irene VanCamp (Port Perry, Ontario, 12 de mayo de 1986) es una actriz canadiense conocida por sus papeles en las series televisivas Everwood (2002-2006), Brothers & Sisters (2007–2010), Revenge (2011–2015) y en The Resident (2018-2021), además de interpretar por más de diez años a la heroína Sharon Carter en las películas y series del Universo cinematográfico de Marvel. Esto en las entregas: Captain America: The Winter Soldier (2014), Capitán América: Civil War (2016), Avengers: Endgame (2019), The Falcon and The Winter Soldier (2021) y What If...? (2021).

## Filmografía

### Comienzos
VanCamp apareció por primera vez en la televisión de Canadá en el 2000 en la serie Are You Afraid of the Dark? como Peggy Gregory en tan solo dos episodios The Tale of the Silver Sight: Part 2 y The Tale of the Silver Sight: Part 3. Ese mismo año, su siguiente rol fue en Jackie Bouvier Kennedy Onassis, interpretando a una joven Jackie Bouvier de 13 años de edad para luego aparecer en la serie de televisión Radio Active en el episodio "Bully for You", interpretando a Becky Sue. En 2001 VanCamp apareció en Lost and Delirious interpretando a Allison Moller. También apareció en All Souls como Kirstin Caine, Johanna Wilson en Dice y en Glory Days como Sam Dolan.
En 2002 consigue roles en dos películas, Redeemer como Alana y en No Good Deed como Connie. En 2004 interpretó el papel de Jen Tyler en A Different Loyalty. En 2005 pudo vérsela en The Ring Two, y la curiosidad es que el personaje también se llama Emily. Actuó en un cortometraje titulado Rings que era un puente entre The Ring y The Ring Two en el que volvió a actuar en el mismo papel. Durante 2006 interpretó a Kathleen McKay en Black Irish.
En 2007, VanCamp se une al elenco de la serie de Touchstone Television Brothers & Sisters al final de la primera temporada, como parte del elenco estable de la misma y reuniéndose con el productor ejecutivo Greg Berlanti con el que ya había trabajado en Everwood. 
En 2009 aparece en el thriller Carriers como Kate, la novia de Danny, uno de los protagonistas de la película.
En 2011 estrena su serie, como protagonista de la Cadena ABC "Revenge" en donde interpretó a Emily Thorne/Amanda Clarke dando salto a la fama y estrellato a mayor nivel.
En 2013 se unió a la saga del Universo Cinematográfico de Marvel como Sharon Carter a partir de la película Captain America: The Winter Soldier, donde hasta la fecha continúa.

### Cinco hermanos
En 2007, VanCamp se une al elenco de la serie de Touchstone Television, Cinco hermanos al final de la primera temporada a instancias de Greg Berlanti, cocreador y productor ejecutivo. VanCamp interpreta a Rebecca, hija ilegítima del difunto William Walker (Tom Skerritt) y su amante, Holly Harper (Patricia Wettig), cuya existencia se ha mantenido en secreto durante 20 años. Hacia el final de la segunda temporada se reveló que Rebecca no era realmente hija de William Walker, pudiendo dar rienda suelta así a los sentimientos que sientía por el que creía que era su hermano, Justin, sentimientos que eran correspondidos. Tras haber sufrido un aborto, Rebecca es la esposa del más pequeño de los Walker.
Emily también trabajo en la película Beyond the Blackboard (Detrás de la Pizarra-Hispanoamérica), interpretando a una maestra que trabaja en un depósito, el cual alberga un aula (al cual llaman escuela) y un salón con una T.V. donde están los padres de los niños. Todos estos, exceptuando a la maestra, viven en remolques y autos fuera del depósito.

### Revenge
Adaptación moderna de la novela El conde de Montecristo. Interpretando al doble personaje de Amanda Clarke/Emily Thorne, una chica que busca venganza en contra los Grayson, familia que inculpó injustamente a su padre por un crimen que no cometió. La serie pasa por la cadena (ABC) a partir de septiembre del 2011 y hasta la fecha se ha realizando una cuarta temporada de la misma. Es este papel, el que consagra a Emily VanCamp, como una de las actrices más populares de la cadena ABC en Estados Unidos y otros países del mundo. VanCamp se ha consolidado en este terreno con un papel más maduro que en sus anteriores participaciones consiguiendo numerosas nominaciones a lo largo de su participación en Revenge.

### Marvel Cinematic Universe
En 2014 apareció en Captain America: The Winter Soldier como Sharon Carter, agente 13 encargada por Nick Fury (Samuel L. Jackson) para proteger al Capitán haciéndose pasar por una vecina de departamento.
En 2016 apareció en Capitán América: Civil War volviendo a interprertar a Sharon Carter, revelando en el funeral de Peggy Carter (interés amoroso del Capitán en su primera película) que es sobrina de esta.
En 2019, si bien, no fue llamada a grabar escenas para la Avengers: Endgame, su personaje tuvo aparición al comienzo de la película, entre la oleada de muertos a consecuencia del genocidio provocado por Thanos. Cerca del final de la película, se asume su personaje es resucitada (fuera de la pantalla) por Hulk cuando invierte el chasquido de Thanos.
En 2021 retoma su papel como Sharon Carter en The Falcon and The Winter Soldier, en la que descubrimos que en realidad no fue víctima del chasquido. Su desaparición se debe a que tras posicionarse a favor del Capitán América y en contra de los acuerdos de Sokovia en Capitán América: Civil War,  ha tenido que huir de los Estados Unidos y exiliarse en la anárquica Madripoor. Debido al resentimiento que siente por el gobierno y el abandono que recibió por parte de los Vengadores se convierte en el Mediador de Poder, causante de los problemas a los Sam y Bucky se enfrentan en la serie.
Su próxima aparición será en la cuarta entrega de la tetralogía del Capitán América, aún sin título.
Emily VanCamp interpreta a otra versión de Sharon Carter en la primera serie animada del UCM, Marvel's What if…?, estrenada en agosto de 2021.

### Resident
Desde 2018 hasta 2021 protagonizó la serie de FOX "The Resident" durante 4 temporadas.

## Vida personal
VanCamp tiene tres hermanas, Katie, Alison y Molly. Su hermana mayor, Katie, es una antigua bailarina y ahora escritora de libros infantiles.
VanCamp habla francés con fluidez y dice que "se siente como en casa" cuando escucha el idioma. También ha estudiado español y es una bailarina experimentada, habiendo estudiado ballet, jazz, hip-hop y claqué cuando era niña, lo que ella considera un mérito por ayudarla en sus escenas de Revenge. Ella cree que si no hubiera actuado, probablemente habría seguido bailando o hecho algo relacionado con la cocina.
Salió con Chris Pratt durante la participación de ambos en Everwood. Cuando terminó la relación comenzó a salir con su compañero en Ben Hur, Joseph Morgan, pero después de un año de relación terminaron. 
Desde el año 2011 mantiene una relación con su compañero de Revenge, Josh Bowman. El 11 de mayo de 2017, la pareja anunció que estaba comprometida y finalmente se casó el 15 de diciembre de 2018. El 26 de agosto de 2021 tuvieron su primera hija a través de Instagram, a la que llamaron Iris. En noviembre de 2023 anunció su segundo embarazo. Su hija Rio Rose nació el 12 de marzo de 2024.

## Filmografía completa

### Cine
| Cine | Cine                                | Cine                                    | Cine                                      | Cine                      | Cine                      |
| Año  | Título                              | Título                                  | Título                                    | Rol                       | Director                  |
| Año  | Título original                     | Título en España                        | Título en Hispanoamérica                  | Rol                       | Director                  |
| ---- | ----------------------------------- | --------------------------------------- | ----------------------------------------- | ------------------------- | ------------------------- |
| 2001 | Lost and Delirious                  | El último suspiro                       | Lost and Delirious                        | Allison Moller            | Léa Pool                  |
| 2002 | No Good Deed                        | Sin escrúpulos                          | No Good Deed                              | Connie                    | Sam Miller                |
| 2004 | A Different Loyalty                 | Tercera identidad                       | Tercera identidad                         | Jen Tyler                 | Marek Kanievska           |
| 2005 | The Ring Two                        | La señal 2                              | El aro 2                                  | Emily                     | Hideo Nakata              |
| 2007 | Black Irish                         | Black Irish                             | Black Irish                               | Kathleen McKay            | Brad Gann                 |
| 2009 | Carriers                            | Infectados                              | Portadores                                | Kate                      | David Pastor, Àlex Pastor |
| 2010 | Norman                              | Norman                                  | Norman                                    | Emily Harris              | Jonathan Segal            |
| 2011 | Beyond the Blackboard               | Más allá de la pizarra                  | Beyond the Blackboard                     | Stacey Bess               | Jeff Bleckner             |
| 2014 | Captain America: The Winter Soldier | Capitán América: el Soldado de Invierno | Capitán América y el Soldado del lnvierno | Sharon Carter / Agente 13 | Joe Russo, Anthony Russo  |
| 2015 | The Girl in the Book                | The Girl in the Book                    | The Girl in the Book                      | Alice Harvey              | Marya Cohn                |
| 2016 | Captain America: Civil War          | Capitán América: Civil War              | Capitán América: Civil War                | Sharon Carter / Agente 13 | Anthony Russo, Joe Russo  |
| 2016 | Boundaries                          | Boundaries                              | Boundaries                                | Emily Price               | Chloé Robichaud           |
| 2023 | Miranda's Victim                    |                                         |                                           | Ann Weir                  | Michelle Danner           |

### Televisión
| 2000    | Jackie Bouvier Kennedy Onassis     | Jackie Bouvier                  | Película para televisión                                                             |
| 2000    | Are You Afraid of the Dark?        | Peggy Gregory                   | Serie de televisión: 3 episodios                                                     |
| 2000    | Radio Active                       | Becky Sue Drummond              | Serie de televisión: Episodio: "Bully for You"                                       |
| 2001    | All Souls                          | Kirstin Caine                   | Serie de televisión: Episodio: "Spineless"                                           |
| 2001    | Dice                               | Johanna Wilson                  | Miniserie de televisión                                                              |
| 2002    | Redeemer                           | Alana                           | Película para televisión                                                             |
| 2002    | Glory Days                         | Sam Dolan                       | Película para televisión                                                             |
| 2002–06 | Everwood                           | Amy Abbott                      | Película para televisión                                                             |
| 2007    | Law & Order: Special Victims Unit  | Charlotte                       | Serie de televisión: Episodio: "Dependent"                                           |
| 2007–10 | Brothers & Sisters                 | Rebecca Harper                  | Serie de televisión: (temporadas 1–4) Invitada (temporada 5) 75 episodios            |
| 2010    | Ben Hur                            | Esther                          | Miniserie de televisión                                                              |
| 2011    | Beyond the Blackboard              | Stacey Bess                     | Película para televisión                                                             |
| 2011–15 | Revenge                            | Amanda Clarke/Emily Thorne      | Serie de televisión                                                                  |
| 2014    | Marvel 75 Years: From Pulp to Pop! | Anfitriona                      | Especial para televisión                                                             |
| 2018–22 | The Resident                       | Nicolette "Nic" Nevin           | Serie de televisión                                                                  |
| 2021    | The Falcon and the Winter Soldier  | Sharon Carter / Agente 13       | Serie de Disney+                                                                     |
| 2021-24 | What If...?                        | Sharon Carter / Agente 13 (voz) | Episodios : «What If... Zombies?!» y «What If... the Emergence Destroyed the Earth?» |
| 2021    | Marvel Studios: Assembled          | Ella misma                      | Serie documental de Disney+                                                          |